# Li Panpan
Dans ce nom chinois, le nom de famille, Li, précède le nom personnel.
Li Panpan (en chinois : 李盼盼), née le 1er mars 1992 à Hangzhou, est une fondeuse handisport chinoise concourant en LW10-5 pour les athlètes avec un handicap affectant les membres inférieurs et la fonction du tronc, et qui manquent de "sensibilité fessière S1-S5".

## Biographie
Li est née avec un myéloméningocèle, un type de spina bifida. Elle commence le handisport avec le tir à l'arc en fauteuil avec l'équipe provinciale de du Zhejiang puis bascule vers le ski de fond en septembre 2018 en rejoignant le centre de Dalian.
En mars 2022, elle remporte deux médailles de bronze en ski de fond sprint et longue distance aux Jeux paralympiques de Pékin.

## Palmarès

### Jeux paralympiques
| Épreuve / Édition | Sprint assis | 5 km assis | 12 km assis |
| ----------------- | ------------ | ---------- | ----------- |
| JP 2022 - Pékin   | Bronze       |            | Bronze      |